# Elvira Donnarumma
Elvira Donnarumma (Napoli, 18 marzo 1883 – Napoli, 22 maggio 1933) è stata una cantante italiana.

## Biografia
Iniziò a cantare giovanissima nei locali di Napoli, incontrando immediatamente un successo che la spinse a trasferirsi a Roma, dove si esibì al Teatro Olimpia, diventando una delle più gettonate e ricercate interpreti della canzone napoletana.

Elvira Donnarumma, E. A. Mario, con il mandolino, nel 1925

Di aspetto florido e dai modi vividi e briosi, in netto contrasto con l'esile figura di vamp che il fenomeno del divismo andò a breve a diffondersi, si esibì ancora giovane, nel 1894 al Circo delle Varietà, nel ruolo di "piccola canzonettista". Scritturata poi dai fratelli Resi, impresari del café-chantant Eden, si esibì in numeri "a solo" e in duetto.
I luoghi che la resero celebre furono i café-chantant e i teatri di varietà come la Birreria dell'Incoronata nella sua città natale, della quale divenne poi il gestore. Tra le tante nuove stelle della canzone che lanciò nel suo locale vi fu Ersilia Sampieri.
Lavorò anche al teatrino del porto, chiamato il Petrella, dove era costretta a subire gli schiamazzi del pubblico. La sua già avviata carriera, comunque, decollò a Roma, al Teatro Olimpia, dove il suo nome apparve in cartellone e un pubblico entusiasta decretò il successo delle sue esibizioni.
Si congedò dalle scene, ormai gravemente malata, l'anno prima della sua morte, avvenuta nel 1933. Ottenne attestati di stima da parte di molti personaggi pubblici e del mondo dello spettacolo, tra le quali Matilde Serao ed Eleonora Duse.
Risiedeva in una casa in via Flavio Gioia, dove era solita ricevere le visite degli ospiti e dei cantautori in cerca di fortuna. Incise dischi per le etichette discografiche Pathè, Phonotype, Favorite e Voce del Padrone.
Ancora oggi è considerata una delle più celebri interpreti della canzone napoletana.

## Discografia parziale

### 78 giri
- 1908: Tarantelluccia/Suonno e fantasia (Favorite Record 5682-0)
- 1908: Strada sulitaria/Suonne sunnate (Favorite Record 5695-0)
- 1908: La palla/'O voglio (Favorite Record 5760-0)
- 1913: Nuttata 'e sentimento/Suspiro ardente (Pathè 14549)
- 1913: Canzona napulitana/'A canzona 'e Santa Lucia (Pathè 14662)
- 1914: Falena argentina/Stornelli semplici (Phonotype 01305)
- 1914: Senza fretta/Primmamatina (Phonotype 01306)
- 1914: Il bruno bersagliere/Canta abbrile (Phonotype 01308)
- 1915: Nun facite ‘o… farenella!/Donna Fifì (Phonotype, PH 01498; con Roberto Ciaramella)
- 1916: Sciampagnaria bella/La signorina del cinematografo (Phonotype 01665)
- 1918: Torna al paesello/Bambola (Phonotype 01955)
- 1918: Stornelli dei soldati/'O piano 'e guerra (Phonotype 01957)
- 1918: La figlia della strada/Dice a mamma (Phonotype 01972)